# 宀部
宀部（べんぶ）は、漢字を部首により分類したグループの一つ。
康熙字典214部首では40番目に置かれる（3画の11番目）。

## 概要

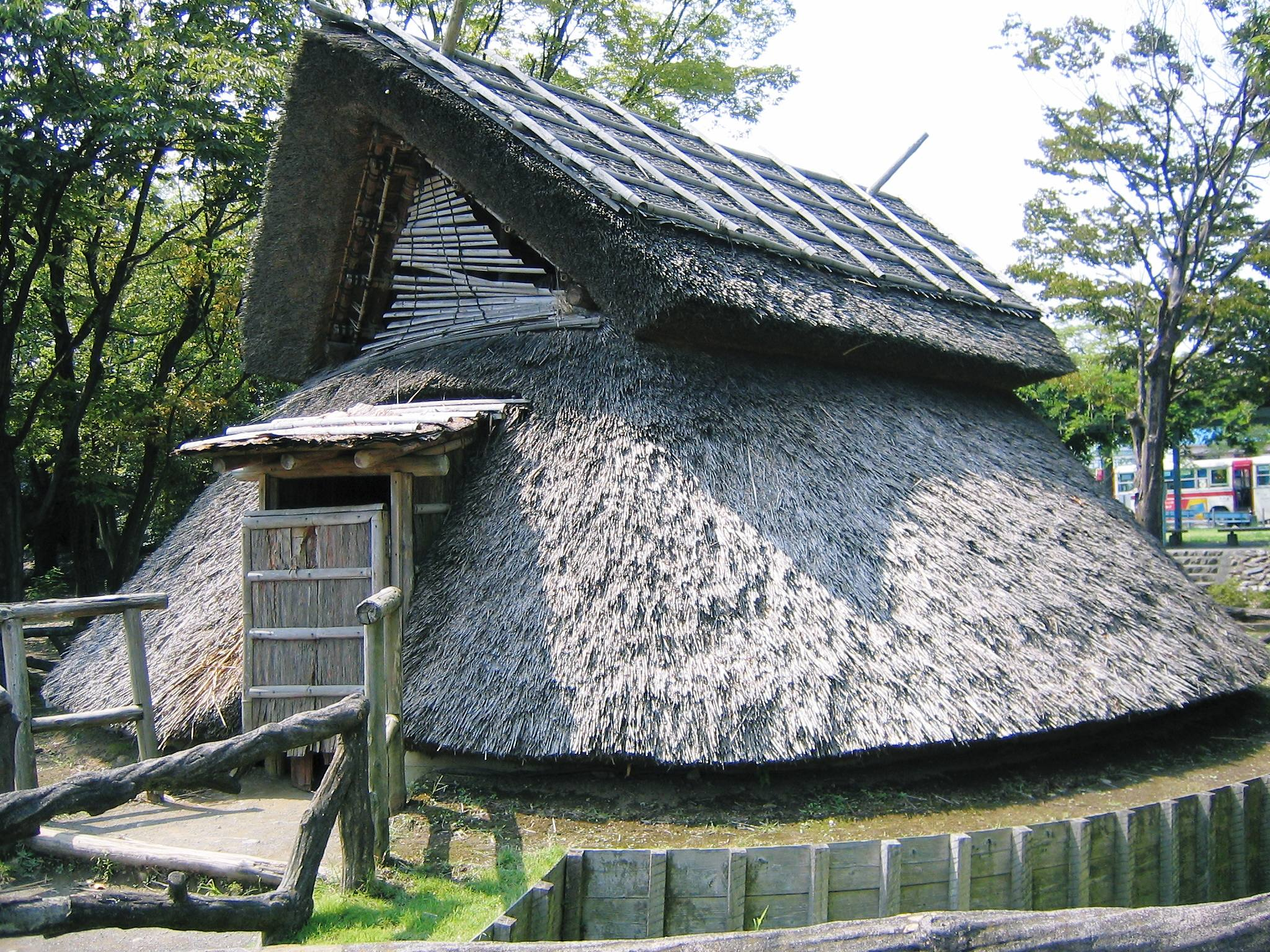

「宀」の字は交差して覆う屋根を象り、家屋を意味する。
偏旁の意符では主に家屋や屋根の名称・家屋に関わる形容詞・動詞であることを示している。
宀部はこのような意符を構成要素とする漢字を分類している。また現在宀部に所属する漢字には、純粋に「宀」を意符とする漢字のほか、寝台を表す「爿」と共に用いて「𪧇」の形で現れる「寢（寝）」「寐」「寤」などといった漢字、更には「㝱」の省略形を意符とする「㝲」「𡬄」などといった漢字もあり、これら「𪧇」や「㝱」の省略形を意符とする漢字は寝ること（睡眠）に関する意味を表している。『説文解字』ではこれらの漢字を収めるための「㝱部」という独立した部首が存在した（「寢（寝）」は『説文解字』には収められていない）。

## 字体のデザイン差
「亠」同様、「宀」字の1画目には地域による差異があり、『康熙字典』および日本ではこれを短い縦棒とし、中国の新字形・台湾の国字標準字体・香港の常用字字形表ではこれを点画とする。

## 部首の通称
- 日本：うかんむり（片仮名の「ウ」の形から[1]）
- 中国：寶蓋頭（宝字から）
- 韓国：갓머리부（gat meori bu、冠帽の冠の部 - 伝統的な冠帽に形が似ていることから）
- 英米：Radical roof

## 部首字
宀
- 中古音
  - 広韻 - 弥延切、仙韻
  - 詩韻 - 先韻、平声
  - 三十六字母 - 明母
- 現代音
  - 普通話 - ピンイン：mián 注音：ㄇ一ㄢˊ ウェード式：mien 2
  - 広東語 - Jyutping:min4 イェール式:min4
- 日本語 - 音：ベン（漢音）・メン（呉音）
- 朝鮮語 - 音：면(myeon) 訓：집（jip、いえ）

甲骨文
金文
大篆
小篆

## 例字
- 3画（安・宇・守・宅）、4画（完・宏）、5画（宛・官・宜・宗・宙・定・宕）、6画（客・室）、7画（家・宰・宵・宸・容）、8画（寅・寄・寇・寂・宿）、9画（寓・富・寒）、10画（寛）、11画（寡・察・實（実では5画）・寢（寝では10画）・寫（写））、12画（審）、16画（寵）、17画（寶（宝では5画））